# Aleksandr Turshakov
Aleksandr Andreyevich Turshakov (tiếng Nga: Александр Андреевич Туршаков; sinh ngày 10 tháng 12 năm 1990) là một cầu thủ bóng đá người Nga. Anh thi đấu cho F.K. Torpedo Vladimir.